# Schizopelex pontica
Schizopelex pontica là một loài Trichoptera trong họ Sericostomatidae. Chúng phân bố ở miền Cổ bắc.